# Кунстхаус (Мюрццушлаг)
Кунстхаус в Мюрццушлаге (нем. Kunsthaus Mürzzuschlag) — художественный музей в австрийском городе Мюрццушлаг, основанный в 1988 и открытый в 1991 году; ведёт свою историю от общества местного поэта Вальтера Бухебнера (Walter-Buchebner-Gesellschaft); частично располагается в здании бывшей монастырской церкви францисканского монастыря, построенной в 1648—1657 годах и являющемся памятником архитектуры; музей рассматривает себя как площадку для диалога в области современного искусства — уделяя внимание музыкальным дисциплинам, современной литературе и изобразительному искусству.

## История и описание
Монастырская церковь при обители францисканцев была построена в период с 1648 по 1657 год: строительство велось на остатках укрепленной рыночной площади «Marktbefestigung Mürzzuschlag», существовавшей на этом месте с 1227 года. В период политики Иосифизма, сократившей права католической церкви на территории современной Австрии, церковь была заброшена и её здание впоследствии стало служить различным мирским целям: здесь размещалось жильё для военных, штаб-квартиры ряда ремесленных предприятий, ресторан и даже зал для настольного тенниса.
По случаю проведения штирийской провинциальной (земельной) выставки «Sport, Sinn und Wahn», региональные власти — при поддержке федерального правительства Австрии и при участии администрации города Мюрццушлаг — заказали строительство на этом месте «дома искусств» (кунстхауса); проект был создан архитекторами Конрадом Фреем и Андреасом Ортнером. Строительство и перестройка велись в период с 1988 по 1991 год: старое церковное здание в стиле барокко, являющееся памятником архитектуры, было дополнено конструкцией из стекла и стали.
Сегодня «Kunsthaus Mürzzuschlag», также известный как «kunsthaus muerz», расположен по адресу улица Винер-штрассе, дом 56. Он рассматривает себя как место для междисциплинарного диалога в области культуры: уделяя особое внимание музыкальным дисциплинам, литературе, изобразительному искусству и архитектуре. Музей ведёт свою историю от общества «Walter-Buchebner-Gesellschaft», посвященного памяти местного писателя Вальтера Бухебнера. Сегодня кунстхаус проводит выставки произведений современного искусства — как персональные, так и групповые (тематические). Так в период с апреля по июнь 2017 года в залах кунстхауса проходила масштабная художественная и историческая выставка, посвящённая картам «Unschärfen und weiße Flecken Kartografische Annäherung an urbane Räume», в рамках которой историки представляли старые карты региона, а художники — свои произведения, связанные с картами и картографией. Кураторы, рассматривая даже древние карты как художественные произведения, полагали, что «карты рассказывают истории о мире. Точнее: они описывают и представляют части пространства вокруг нас. Они распространяют данные, информацию и сенсорные впечатления. Они связаны с контекстом времени, в которое они были созданы, а также — с намерениями их авторов.»